# La Chapelle-Rousselin
La Chapelle-Rousselin é uma ex-comuna francesa na região administrativa da Pays de la Loire, no departamento de Maine-et-Loire. Estendeu-se por uma área de 12,54 km². Em 2010 a comuna tinha 729 habitantes (densidade: 58,1 hab./km²).
Em 15 de dezembro de 2015 foi fundida com as comunas de Chanzeaux, Chemillé-Melay, Cossé-d'Anjou, La Jumellière, Neuvy-en-Mauges, Sainte-Christine, Saint-Georges-des-Gardes, Saint-Lézin, La Salle-de-Vihiers, La Tourlandry e Valanjou para a criação da nova comuna de Chemillé-en-Anjou.